# 나미비아 요리

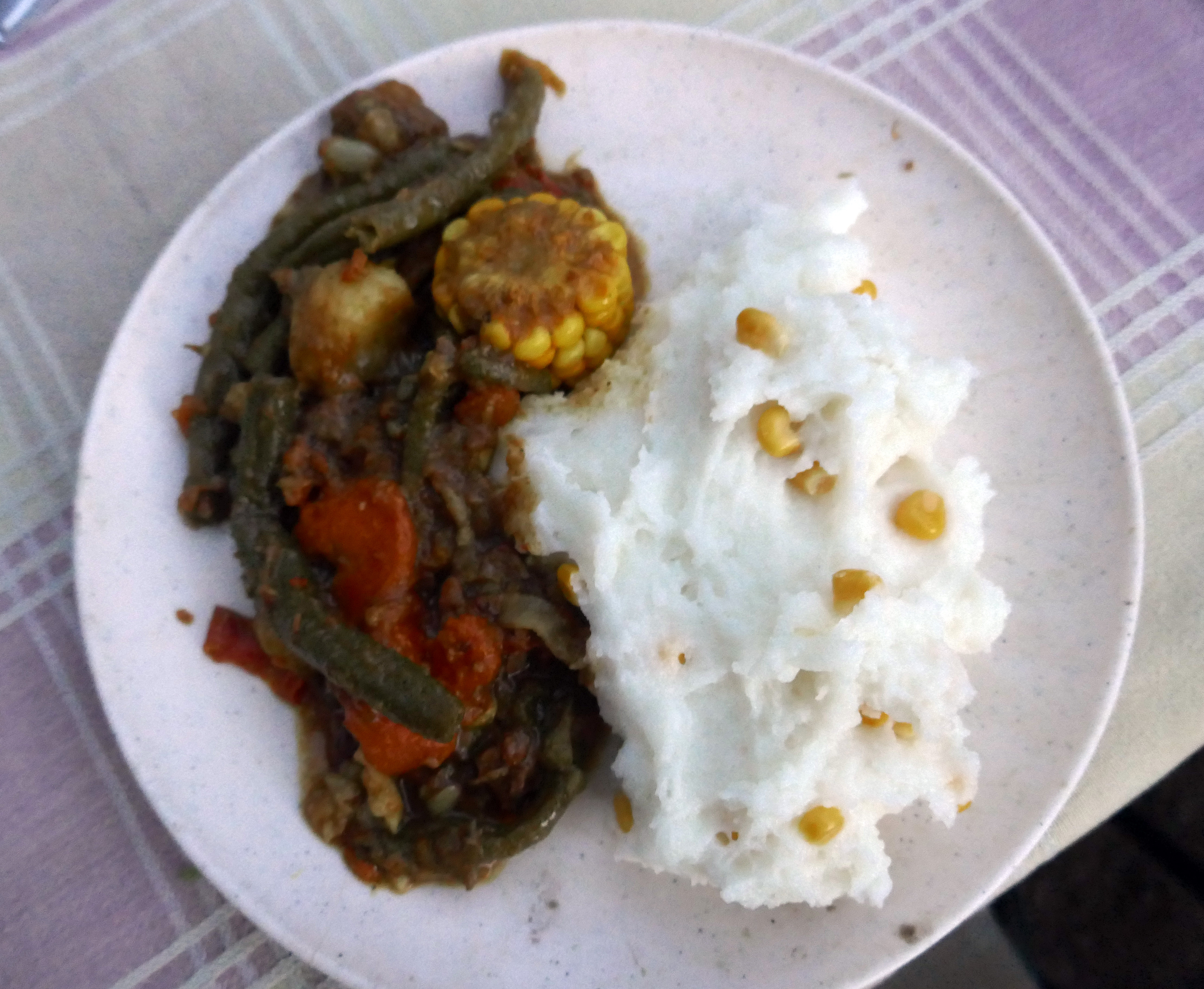
포이키코스와 팝

나미비아 요리(Namibia 料理, 영어: Namibian cuisine, 독일어: Namibische Küche)는 남아프리카에 있는 나미비아의 요리이다. 대개는 토착 민족인 힘바족과 헤레로, 산 족의 영향을 많이 받았다. 정착자들의 요리법이 식민지배 당시 적용되어 아프리카 요리 양식 뿐 아니라 독일 요리와 영국 요리가 많이 가미됐다.

## 고유 음식
식민지가 되기 전에 고유 음식은 과일과 호두과 음식, 잎 등을 사용한 것이 특징이다. 야생초나 사냥한 가금류도 많이 사용했는데 2000년 전 가축 사육이 시작되면서 우유가 소비되기 시작했고 육류 소비도 시작됐다. 하지만 식민 지배 동안 독일과 영국 왕실의 토지 강탈, 인종 청소 등으로 토착민들이 본래의 문화를 잃어 나미비아 고유 음식은 상당 부분 사라졌다.

## 식민지 이후
나미비아는 독일인들이 19세기 동안 점령했고 독일식 요리법이 유럽의 대표 요리로 큰 영향을 끼쳤다.
남서 아프리카에 독일의 영향력이 상당 부분 미쳤기 때문에 한사(Hansa)나 빈트후크(Windhoek) 등 여러 독일 맥주가 유입됐고 국내 소비 및 수출도 하고 있다.

## 같이 보기
- 아프리카 요리